# Сорта пихты корейской
Эта статья содержит дополнительные сведения к материалу, изложенному в статье Пихта корейская
Сорта пихты корейской.
Среди специалистов по декоративным хвойным за многие десятилетия выработана система классификации обширного сортового ассортимента по величине ежегодного прироста. Такой способ деления дает хорошее представление о том, каким станет растение через некое определенное время. Выделяют 5 групп:
- Полнорослые. Прирост составляет более 30 см/год, размер в 10 лет — более 3 м.
- Среднерослые и полукарликовые (semidwarf). Прирост — 15—30 см/год.
- Карликовые (dwarf). Прирост — 8—15 см/год.
- Миниатюрные (mini). Прирост — 3—8 см/год.
- Микроскопические (micro). Прирост — менее 1—3 см/год[1].

## A
- 'Аdelba'. Карликовая форма, высота около 1—1,5 м. Диаметр кроны такой же или чуть больше. Годовой прирост не превышает 2—3 см. Скелетные побеги короткие, толстые, умеренно ветвятся, разрастаются от центра выраженно неравномерно, отходят под острым углом, направлены в стороны и вверх. В результате формируется неправильная, асимметричная, широкая, уплощенно-овальная или подушковидная крона. Хвоя короткая, плоская, с закруглённым кончиком, расположена густо, окрашена в тёмно-зелёные цвет, снизу голубовато-белая. Цвет молодого прироста яркий травянисто-зелёный. Уровень освещенности на декоративные характеристики не влияет[2].
- 'Alpin Star'. Карликовый медленнорастущий сорт. Крона нерегулярная, пирамидальная. В 10-летнем возрасте высота около 0,5 м. Побеги твёрдые, короткие. Иглы блестящие, зелёные, короткие[3].
- 'Arbor’s Hexe'. Микроскопическая, слегка сплюснутая форма. Годовой прирост 1—1,5 см. Обычно выращивается на не высоком штамбе[4].
- 'Aurea'. Обнаружен в 1956 году в питомнике города Виктория (Британская Колумбия). Средне-высокий сорт с конической кроной. Высота растения в десятилетнем возрасте 1,5—1,6 м, ширина около 0,8 м. У взрослых растений годовой прирост 30—50 см. Хвоя расположена радиально. Молодая хвоя золотистая, старая зелёная[5][6].

## B
- 'Blaue Zwo'. Карликовый сорт с конической кроной. Иголки серо-голубые. Скорость роста 2,5—5 см в год[7].
- 'Blauer Eskimo'. Найден в виде ведьминой метлы в Германии, примерно в 1990 году. Миниатюрный, относительно простой в содержании сорт. Крона сферическая. Иголки с синеватым оттенком. В десятилетнем возрасте 15,2—30×20,3—40 см. Годовой прирост 2—3 см[8][9].
- 'Blauer Pfiff'. Искусственно вызванная мутация полученная путём обработки семян. Карликовый сорт с пирамидальной кроной.  Размеры в десятилетнем возрасте 1,22×0,61 м (по другим данным высота взрослых растений 1 м при диаметре кроны около 1,5 м). Годовой прирост не превышает 4—5 см. Скелетные ветки разной длины, большая их часть короткие, разрастаются в стороны выражено неравномерно, от центра отходят под углом и направлены в стороны и вверх. Крона формируется неправильная, асимметричная, округло-подушковидная. Хвоя сравнительно короткая, очень толстая, прямая, на побегах расположена густо, старая окрашена в насыщенный сине-зелёный цвет, молодая светло-травянисто-зелёная. Снизу иголки голубовато-белёсые. Плодоносить начинает очень рано. Шишки несколько меньшего размера, чем у типовой формы, многочисленные, густо-сине-фиолетовые. На декоративных качествах уровень освещенности не сказывается[10][11].
- 'Blue Cones'. Относительно высокорослое дерево до 8—9 м высотой при диаметре кроны около 3,5—4 м. Годовой прирост 5—7 см. Ствол ровный, прямой. Скелетные побеги толстые, прямые, от ствола отходят практически под прямым углом, разрастаются равномерно, сильно ветвятся. Концы веток и боковые побеги слегка приподняты и направлены вверх. Крона правильная, симметричная, плотная, пирамидальная или широкопирамидальная. Хвоя толстая, широкая, длинная, синевато-зелёная с серебристым оттенком, снизу голубовато-белая. Дерево рано вступает в плодоношение, и его долго украшают многочисленные пурпурно-фиолетовые шишки. Созревая, они становятся темно-коричневато-фиолетовыми. Уровень освещенности на декоративность не влияет[12].
- 'Blue Emperor' 2002. Широко коническая медленно растущая форма. Хвоя серо-синяя. В возрасте 10 лет высота 1—1,5 м. Годовой прирост около 10 см. Зоны морозостойкости от 5b до более тёплых[13][14].
- 'Blue Magic'. Искусственно вызванная мутация полученная путём обработки семян. Карликовый сорт. Если ни один из побегов не начинает доминировать, то форма кроны плоская, подушкообразная. Иголки с серебристо-голубым оттенком. В десятилетнем возрасте высота растения 0,3—1 м, ширина 0,8—1,8 м. Скорость роста около 10—15,2 см в год[15][16].
- 'Blue Standard'. Искусственно вызванная мутация полученная путём обработки семян. Быстро растущий сорт с пирамидальной кроной. Размеры в десятилетнем возрасте 1,7—3,0×1,0—1,2 м. Взрослое растение вырастает до 12—15 м при диаметре кроны около 4 м. Ежегодный прирост 8—10 см (по другим данным 30,4—45,7 см). Скелетные побеги длинные, толстые, сильно ветвящиеся, разрастаются в стороны равномерно, отходят от прямого, ровного ствола под почти прямым углом и направлены в стороны и слегка вверх. Крона формируется плотная, правильная, симметричная, ширококоническая или пирамидальная. Иголки  темно-зеленые, снизу голубовато-белые, длиной до 4—4,5 см[17].  Примечательны шишки: сначала они сине-пурпурные, затем становятся интенсивно-сине-фиолетовыми. При создании этого сорта селекция шла в направлении отбора растения с более темной, насыщенной окраской шишки, нежели у других культиваров. 'Blue Standard' может расти как на солнечном месте, так и в тени[18][19].
- 'Bonsai Blue'. Сорт обнаружен H. Bohlken в конце XX века. Форма кроны не регулярная, асимметричная, но верхний проводник как правило есть. При минимальной обрезке легко поддерживать форму присущею бонсай. Хвоя голубовато-зелёная. В десятилетнем возрасте 50 см в высоту, 100 в ширину[20].
- 'Brevifolia'. Карликовая форма с конической формой кроны. Крона плотная. В возрасте 10 лет высота около 1 м, ширина около 0,5 м. Годовой прирост 10—15 см. Хвоя зелёная[21][22].
- 'Brillant'. Германия. Карликовая форма с овальной кроной. В возрасте 5 лет, примерно 30 см в высоту и 20 см в ширину. В 10 лет, около 60 см в высоту и 40 см в ширину. Молодая хвоя ярко зелёная, старая тёмно-зелёная[23].

## C
- 'Cis'. Карликовый сорт. Форма кроны куполообразная. В возрасте 10 лет высота около 30 см, ширина около 50 см.  Иголки тёмно-глянцевые, зелёные, тупые. Скорость роста около 2,5 см в год. Используется при создании рокариев и альпийских горок[24][25].
- 'Compact Dwarf' (syn.: 'Compacta'). Плоско-шаровидная форма, конусовидную форму кроны образует редко. Размеры в десятилетнем возрасте 0,6—0,9 м[26]. Годовой прирост составляет 8—10 см, в благоприятные годы до 12 см. Скелетные побеги сильно ветвящиеся, длинные, разрастаются в стороны равномерно, отходящие от центра под прямым углом, направлены в стороны, лежат в горизонтальной плоскости, некоторые на земле. Отдельные, более укороченные побеги в верхней части растения отходят от центра под острым углом и направлены в стороны и вверх. Крона формируется плотная, густая, правильная, симметричная, сначала округлая, с возрастом начинает уплощаться и становится подушковидной. Хвоя короткая, толстая, прямая, густая, зелёная, снизу хвоинки голубовато-белые. Молодой прирост на тон светлее. Растение лучше сажать на открытых или слегка затененных участках, в значительной тени побеги вытягиваются, и крона становится рыхловатой. Зимостойкость высокая[27][28].
- 'Compacta' синоним 'Compact Dwarf'[28].

## D
- 'Dark Hills'. Карликовая форма, высота 1,5—2 м при диаметре кроны около 1 м. Годовой прирост не превышает 2—3 см. Скелетные побеги относительно короткие, разрастаются равномерно, умеренно ветвятся, от центра отходят под острым углом и направлены слегка в стороны и вверх. Крона плотная, округлая, симметричная. Хвоя матовая, длинная, плоская, толстая, с закруглённым кончиком, на побегах расположена густо, окрашена в насыщенно-зелёный цвет, снизу в голубовато-белый. Молодой прирост ярко-травянисто-зелёный. Растение можно сажать как на освещенных солнцем участках, так и в затенении[29].
- 'Dennis'. Найден в виде ведьминой метлы. Карлик. Крона очень плотная, сферическая. Иголки с серебристо-синим оттенком. В десятилетнем возрасте 10×30 см. Годовой прирост 2—3 см[30].
- 'Doni Tajusho'. Карликовый сорт. В десятилетном возрасте 20,3×30,4 см. Высота взрослых растения около 0,5 м, диаметр кроны чуть больше. Ежегодный прирост 2—3 см. Скелетные побеги короткие, сильно ветвящиеся, плотно прижаты друг к другу, разрастаются в стороны равномерно, от центра отходят под углом и направлены в стороны и вверх. Крона очень плотная, густая, симметричная, куполообразная, уплощенно-шаровидная или округлая. Растение напоминает слегка приплюснутый шар. Старые иголки тёмно-зелёные, молодые сочно-зелёные, снизу пепельно-голубые, до 3—3,5 см длиной. Используется при создании рокариев и альпийских горок. Уровень освещенности на декоративность не влияет[31][32].

## E
- 'Eisragen' ('Eisregen'). Медленно растущая коническая форма. Крона очень плотная. Иголки сверху зелёные, снизу серебристо-зелёные. В десятилетнем возрасте высота около 1 м, ширина около 0,5 м. Годовой прирост 10—15 см[33].

## F
- 'Fliegender Untertasse' Wittbold-Müller Baumschule, начало 1990. Германия. Карлик. Куполообразная форма кроны. Хвоя светло-зелёная[34].
- 'Freudenburg'.
- 'Frosty'. Форма кроны конусообразная. Иголки загнуты таким образом, что видна их светлая нижняя поверхность. Скорость роста около 30 см в год. Размеры в десятилетном возрасте 1,83×1,2 м[35]

## G
- 'Gait'. Получен в Голландии примерно в 1990 году. Форма кроны почти конусообразная. Иголки тёмно-зелёные. Размеры в десятилетном возрасте 2,4×1,2 м[36].
- 'Gelbbunt' Gunther Horstmann, 1978. Германия. Карликовый сорт с конической формой кроны. Не регулярно появляющиеся отдельные веточки с xbcnj жёлтой хвоей (d отличии от сорта 'Variegata', у которого цвет не чисто жёлтый), большая часть веточек с зелёной хвоей[37][38].
- 'Glauca'. Сорт получен в Голландии. Дерево среднего размера, форма кроны коническая. Иголки серо-голубого цвета. Скорость роста, около 30 см в год[39].
- 'Goldener Traum'. Компактный кустарник. Иголки жёлтые, или жёлто-зелёные. Ежегодный прирост 7,5—10 см[40][41].
- 'Green Ball'. Карликовый сорт, форма кроны куполообразная. Скорость роста около 1,7 см в год. Размеры растения в десятилетнем возрасте: 25,4×25,4 см[42].
- 'Green Carpet'. Обнаружен около 1990 года в Голландии. Карликовый сорт, форма кроны подушкообразная. Иголки тёмно-зелёные. Размеры растения в десятилетнем возрасте: 30×90 см[43]. Ежегодный прирост около 5 см[44].
- 'Gruebele'. Карликовый сорт, форма кроны куполообразная. Иголки зелёные. Используется в рокариях[45].

## H
- 'Hexenbesen Horrstmann'. Карликовый сорт, форма кроны куполообразная. Иголки зелёные, некоторые закручены таким образом, что видна нижняя серебристая поверхность. Может обгорать на полном солнце[46].
- 'Hexenbesen Wursten'. Карликовый сорт, форма кроны куполообразная. Иголки зелёные, некоторые закручены таким образом, что видна нижняя серебристая поверхность. Может обгорать на полном солнце. Размеры растения в десятилетнем возрасте: 7,6×25,4 см[47].
- 'Horstmann's Silberlocke' (syn.: 'Horstmann Silberlocke') Günter Horstmann, 1979. 'Silberlocke' - является синонимом этого сорта. Форма кроны коническая. В возрасте 10 лет достигает в высоту 1,2—2 м при диаметре кроны около 1,5 м. Годовой прирост составляет 6—15 см. Ствол ровный, прямой. Скелетные побеги прямые, ровные, сильно ветвятся, равномерно разрастаются в стороны, от ствола отходят под углом, направлены в стороны и вверх. Крона симметричная, правильная, ширококоническая или пирамидальная, с четким, красивым силуэтом. Иногда формируется 2—3 вершины. Хвоя очень необычная. Сверху окрашена в темно-зелёный цвет, снизу серебристо-белая. Иголки загнуты таким образом, что видна их светлая нижняя поверхность. Благодаря такому строению хвоинок побеги кажутся серебристо-зелёными. Растение рекомендуется сажать на открытых, солнечных местах, при таком местоположении крона формируется плотная, компактная[48][49][50].
- 'Horstmann'. Карликовая форма.

## I
- 'Ice Breaker'. Обнаружен в Восточной Германии коллекционером Jorge Kohout. Получен из ведьминой метлы 'Horstmann’s Silberlocke'. Карликовый сорт, форма кроны куполообразная. Иголки загнуты таким образом, что видна их светлая нижняя поверхность. Скорость роста около 2,5 см в год. Диаметр растения в десятилетнем возрасте около 30 см[51].
- 'Inga'. Медленно-растущее дерево с конической кроной. Хвоя толстая, матовая, голубоватая. В возрасте 10 лет вырастет примерно до 3 м. Хорошо образует шишки, длиной 4—7 см. После созревания шишки коричневые, смолистые[52].

## K
- 'Kahout's Ice Breaker' Jörg Kohout (sin.: 'Kohouts Icebreaker'). Германия. Карлик. Происходит от 'Horstmann's Silberlocke'. Молодые растения шаровидные, позднее развивается лидер. Типичная скорость роста в большинстве районов 2,5—7,5 см в год. В возрасте 10 лет диаметр кроны около 60 см. Хвоя очень необычная. Сверху окрашена в темно-зелёный цвет, снизу серебристо-белая. Иголки загнуты таким образом, что видна их светлая нижняя поверхность. Благодаря такому строению хвоинок побеги кажутся серебристо-зелёными[53].
- 'Kleiner Prinz'.
- 'Kohout’s Hexe' ('Kohout Hexe'). Найден Jorge Kohout в Восточной Германии. Карликовый шарообразный сорт. Выращивается на штамбе. Иголки зелёные. Скорость роста: 1,7—3 см в год. Размеры растения в десятилетнем возрасте: 20,3×20,3 см[54][55].
- 'Kohouts Icebreaker'. Карликовый сорт. Получен из ведьминой метлы 'Horstmann's Silberlocke'. В десятилетнем возрасте высота около 30 см, ширина около 50 см. Иголки серебристые, плоские, загнуты показывая светлую нижнюю часть. Годовой прирост около 2,5—4 см. Найдено Хорхе Когоут в Восточной Германии[56][57].
- 'Kristalkugal'. Карлик полученный из ведьминой метлы. Форма кроны гнездовидная. Выращивается как на грунте, так и на не высоком штамбе. Размеры растения в десятилетнем возрасте: 30,4×40,6 см[58], по другим данным 10×60 см. Годовой прирост 3—5 см. Хвоя ярко-зелёная, расположена таким образом, что видна светлая нижняя часть хвоинок[59][60].

## L
- 'Lippetal'. Карликовый сорт. Лидирующие побеги отмирают и рост растения осуществляется в разных направлениях. Иголки зелёные[61].
- 'Luminetta'. Форма кроны пирамидальная. Высота взрослого растения 1,5—2 м при диаметре кроны около 1 м. Растет сравнительно быстро, годовой прирост 7—8 см. Скелетные ветви толстые, прямые, сильно ветвятся, разрастаются в стороны равномерно, отходят от центра под углом и направлены в стороны и вверх. Крона симметричная, правильная, плотная, уплощённо-округлая. Хвоя блестящая, длинная, толстая, с закруглённым кончиком, густо расположенная, окрашена в насыщенный зелёный цвет; нижняя сторона хвоинок светло-серебристо-белая. Молодая хвоя ярко-травянисто-зелёная. Шишки некрупные, сине-пурпурные. Зимостойкость хорошая[62].

## M
- 'Molli'. Стройное дерево высотой 5—7 м при диаметре кроны около 2 м. Годовой прирост не превышает 6—7 см. Ствол ровный, прямой. Скелетные побеги толстые, прямые, от ствола отходят под углом, направлены в стороны и вверх, разрастаются равномерно, сильно ветвятся, особенно на концах. Крона плотная, правильная, симметричная, ширококоническая или пирамидальная. Хвоя средней длины, широкая, плоская, на побегах расположена густо, окрашена в насыщенный зелёный цвет с лёгким синеватым оттенком, снизу хвоинки нежно-голубовато-белые. Молодой прирост ярко-травянисто-зелёный. Шишки очень крупные, многочисленные, синие с фиолетовым оттенком. В условиях затенения побеги излишне вытягиваются, и крона становится рыхловатой. Зимостойкость хорошая[63].

## N
- 'N Degrees' ('N. Degrees'). В настоящее время считается синонимом 'Silberperle'[64]. Карликовый сорт. Не требует обрезки. Иголки зелёные. Скорость роста: 2,5 см в год. Размеры растения в десятилетнем возрасте: 10,1×30 см[65].
- 'Nadelkissen'. Сорт создан из ведьминой метлы. Карлик, крона плотная, подушковидная. В возрасте 10 лет высота около 20 см, ширина около 60 см. Годовой прирост: 3—5 см. Хвоя ярко-зелёная[66][66].
- 'Nana'.
- 'Nanaimo'. Сорт более компактен, чем видовые растения. Шишки образуются и у молодых растений[67][68].

## O
- 'Oberon' D. Guldemond and Son, 1963. Обнаружен в питомнике Boskoop (Нидерланды). Название дано в честь короля фей Оберона. Карликовый сорт. Рост не регулярный, лидера нет, но путём формирования кроны можно создать вертикальную форму. Иголки ярко-зелёные, равномерно расположенные вокруг всего побега. Диаметр растения в десятилетнем возрасте: 90—180 см. Ежегодный прирост: 5—7.6 cm[69][70].
- 'Ottostrasse'. Сорт создан из ведьминой метлы. Карлик, крона плотная, гнездовидная. В возрасте 10 лет высота около 10 см, ширина около 40 см. Годовой прирост: 3—4 см. Хвоя тёмно-зелёная[71].

## P
- 'Piccolo'. Карликовый сорт, лидирующий побег отсутствует. Крона широкая и плоская, самые старые растения имеют до 1,5 м в ширину, а в высоту только 30 см. Иголки расположены дальше друг от друга по сравнению с видом, мелкие, зелёные. Селекция Конейна[72][73].
- 'Pinocchio' Edwin Carstens, начало 1980 годов. Германия. Ведьмина метла. Карликовый сорт, форма кроны шаровидная. В возрасте 10 лет диаметр кроны около 30 см. Иголки ярко-зелёные, по другим данным голубовато-зелёные. Скорость роста, около 2,5—5 см в год. Растёт медленнее, чем 'Silber Mavers', но быстрее чем 'Silberkugel'[74][75].
- 'Prostrata'. Образует много сине-фиолетовых шишек[76].
- 'Prostrate Beauty'. Сорт получен в Arnold Arboretum. Карликовый сорт, лидирующий побег отсутствует. Иголки тёмно-зелёные[77].

## S
- 'Schneestern'.
- 'Silber Mavers'. Считается синонимом сорта 'Silberperle'[64]. Получен Hoey Van Smith в Голландии, в 1989 году. Карликовый сорт, форма кроны шаровидная. Иголки мелкие, нижняя часть серебристая. Скорость роста, около 1,27—2,5 см в год. Размеры растения в десятилетнем возрасте: 30×30 см[78][79].
- 'Silber Reif'.
- 'Silberkugel'. Найден в Германии, примерно в 1986 году. Карликовый сорт, форма кроны куполообразная. Иголки мелкие, в верхней части зелёные, с нижней серебристые, слегка искривлены показывая нижнюю поверхность. Размеры растения в десятилетнем возрасте: 10,1×30,4 см. Ежегодный прирост около 2,5 см[80].
- 'Silberlocke'. Это сокращенное название сорта. Полное название: 'Horstmann's Silberlocke' Günter Horstmann, 1979[50].
- 'Silberkrueger'. В настоящее время считается синонимом 'Silberperle'[64].
- 'Silberperle' Günter Horstmann, 1986 (не правильное название: 'Silberperl'). Первоначальное название этого сорта: 'Hexenbesen Horstmann No. 1'. Эдвин Смитс (Edwin Smits), известный авторитет в области истории разведения хвойных растений, считает, что 'Silberkrueger', 'Silberzwerg', 'Silver Pearl', 'Silver Mavers' и 'N. Degrees' являются синонимами 'Silberperle'.
 Германия. Ведьмина метла. Карликовый сорт, форма кроны яйцевидная, позже появляется лидер. В возрасте 10 лет высота около 60 см, ширина около 45 см. Ежегодный прирост лидера взрослых растений 5—7,6 см. Сходен с 'Silberzwerg'  and 'Silber Mavers'. Часто реализуется привитым на невысоком штамбе. Иголки мелкие, в верхней поверхности зелёные, с нижней серебристые, слегка искривлены показывая нижнюю поверхность[64][81][82].
- 'Silberreif'. Карликовый сорт, форма кроны коническая. Иголки мелкие, в верхней поверхности зелёные, с нижней серебристые, слегка искривлены показывая нижнюю поверхность. Сорт более серебристый чем 'Silberlocke'. Размеры растения в десятилетнем возрасте: 2,4×1,2 м[83].
- 'Silberzwerg'. В настоящее время считается синонимом 'Silberperle'[84]. Карликовый сорт, форма кроны плоская, подушкообразная (по другим данным симметричная, правильная, плотная, широкопирамидальная). Высота до 1,5 м. Диаметр кроны такой же или чуть больше. Годовой прирост равен 3—5 см. Скелетные побеги длинные, толстые, сильно ветвятся, от ствола отходят под острым углом и направлены в стороны и вверх, разрастаются равномерно. Иголки мелкие, в верхней поверхности зелёные, с нижней серебристые, слегка искривлены показывая нижнюю поверхность[85][86].
- 'Silver Show'. Форма кроны коническая, с лидирующим побегом. В возрасте 10 лет достигает в высоту 1,2—1,8 м. Как и у сорта 'Silberlocke' иголки загнуты таким образом, что видна их светлая нижняя поверхность[87]. Согласно другому источнику в десятилетнем возрасте размеры растения 2,4×1,2 м. Шишки фиолетовые[88].
- 'Silver Star'. Высота взрослых растений типичная для вида. Крона широко-коническая. Хвоя серо-синевато-серебристая, иголки слегка повернуты так, что видна светлая нижняя сторона[89].
- 'Stark’s Dwarf'. Приземистый кустарник. Форма кроны коническая. Иголки тёмно-зелёные[90].
- 'Starker’s Dwarf'. Карлик. Крона ширококоническая. Хвоя сине-зелёная[91].

## T
- 'Taiga'. Медленно растущий сорт. Иголки тёмно-зелёные[92].
- 'Tordis'. Медленно растущая форма. Крона конусовидная. Шишки фиолетовые[93].
- 'Tundra' J. Körner, 1986. Медленно растущий подушкообразный сорт. Крона плотная. В 10-летнем возрасте высота около 40 см, ширина около 60 см. Хвоя тёмно-зелёная, около 2 см длиной[94][95].

## V
- 'Verdener Dom'. Карликовый сорт. Иголки ярко-зелёные, расположены близко друг к другу[96].
- 'Veredlung'. Карликовая кустообразная форма. Высота взрослого растения около 1,5 м. Диаметр кроны такой же или чуть больше. Ежегодный прирост до 8—10 см. Скелетные побеги толстые, сильно ветвятся, от центра отходят под углом, сначала направляются в стороны и вверх, затем, слегка дуговидно изгибаясь, ложатся горизонтально. Рост неравномерный. Крона неправильная, асимметричная, плотная, овальная. С возрастом в центре формируется небольшое гнездовидное углубление. Хвоя блестящая, длинная, толстая, плоская, с закруглённым кончиком, серповидно изогнутая, окрашена в насыщенный зелёный цвет, нижняя сторона хвоинок пепельно-белая. Молодой прирост ярко-травянисто-зелёный. В затенении побеги излишне вытягиваются, и крона становится рыхлой. Зимостойкость хорошая[97].

## W
- 'Wellenseind' Mr. David van Hoey-Smith, 2001. Голландия. Карлик. Ведьмина метла. Хвоя короткая, тёмно-зелёная. Зимние почки беловатые. Обычно выращивается на не высоком штамбе. Ежегодный прирост около 2,5 см. В возрасте 10 лет диаметр кроны около 30 см[98][99].

## Z
- 'Zwergform Wurstmeyer'.